# Papiri Just
Papiri Just (en llatí Papirius Justus) va ser un jurista romà que va viure en temps dels Antonins, a la meitat del segle ii. Probablement formava part de la gens Papíria, una antiga família romana d'origen plebeu.
Va col·leccionar les constitucions imperials en l'obra Constititionum Libri XX, del que en resten setze fragments al Digest. Les Constitucions recollien tots els rescriptes imperials de Marc Aureli i Luci Aureli Ver. De Papiri Just no se'n sap res més, però com que en els seus escrits no anomena els emperadors amb l'epítet Divus, se suposa que en va ser contemporani.